# Roko (cantante española)
Rocío Pérez Armenteros, conocida por su nombre artístico Roko (Alcalá la Real, 13 de julio de 1989), es una cantante, compositora y actriz andaluza, que ha compuesto canciones de estilo soul, principalmente en castellano, pero también en otros idiomas. Maqueta canciones para otros artistas y trabaja con Antonio Ferrara, colaborador de Carlos Jean.

## Carrera artística
A los ocho años empezó sus estudios de música y guitarra en el conservatorio que posteriormente completó con numerosos cursos y clases de canto y expresión corporal.
Su primera actuación llegó a los catorce años en una gala benéfica para UNICEF. Comenzó a trabajar cada vez más continuamente con su amigo y productor Antonio Ferrara, participando como corista y entrenadora vocal en diferentes producciones para Sony Music, Pep's Records y Diferenza Music entre otros y creando su primera formación musical Saudade Chill, con la que tuvo la oportunidad de hacer una gira durante 3 años y grabar su primer álbum con el mismo nombre.
Compuso un tema con Ferrara para el álbum "Vive" de Malú, llamado Inutilmente.
En 2011 se licencia en la Escuela Superior de Arte Dramático de Málaga "Antonio Banderas". Durante sus primeros años de carrera participó en diversas obras musicales como Nine y Bad Girl, entre otras. Ha trabajado en diferentes compañías teatrales como Teatro Lírico Andaluz, La Pulga Teatro y en producciones conjuntas de La Perrera y La Caldera teatro.
Participó en los concursos televisivos El número uno, en el que quedó 2.ª, y Tu cara me suena, en el que ganó la segunda edición. Ha ido invitada a las posteriores ediciones del concurso. También colaboró en Tu cara me suena mini amadrinando a Carla, una de las concursantes infantiles con la que compartía actuaciones.
Entre 2013 y 2014 participó en la serie musical de Antena 3 Vive cantando. También en 2014 publicó su primer álbum, "3, 2, 1: ROKO" producido por Antonio Ferrara.
Sus primeras incursiones en el cine llegan como actriz de doblaje en los largometrajes de animación "Meñique" y "Jack y la mecánica del corazón". Posteriormente participa en "El Principito" donde pone voz a la versión en castellano de su tema principal (Sígueme) y en "Sin Rodeos" de Santiago Segura, también en su banda sonora.
En teatro musical ha protagonizado "La gatita blanca" en el Teatro de la Zarzuela de Madrid, "Nine" en el papel de Luisa Contini en el Teatro Amaya de Madrid y, desde 2019, en la exitosa gira nacional de La llamada en la que interpreta a la hermana Milagros.
En 2020, durante el confinamiento, grabó una versión de la canción "You are my sunshine" con la banda Potato Head Jazz Band.